# Шедид, Андре
Андре Шедид (фр. Andrée Chedid, 20 марта 1920, Каир — 6 февраля 2011, Париж) — французская поэтесса, писательница, драматург ливанского происхождения.

## Биография
Урожденная Андре Сааб, её отец — выходец из Ливана, мать — из Сирии. Закончила Американский университет в Каире, получила диплом бакалавра (1942). В 1942 вышла замуж за студента-медика Луи Шедида, взяла фамилию мужа. С 1943 жила с мужем в Ливане, выпустила первую книгу стихов (на английском языке). В 1946 вместе с мужем переехала во Францию, где он стал преподавать в Институте Пастера. Оба получили французское гражданство, впоследствии Андре публиковалась только на французском языке.

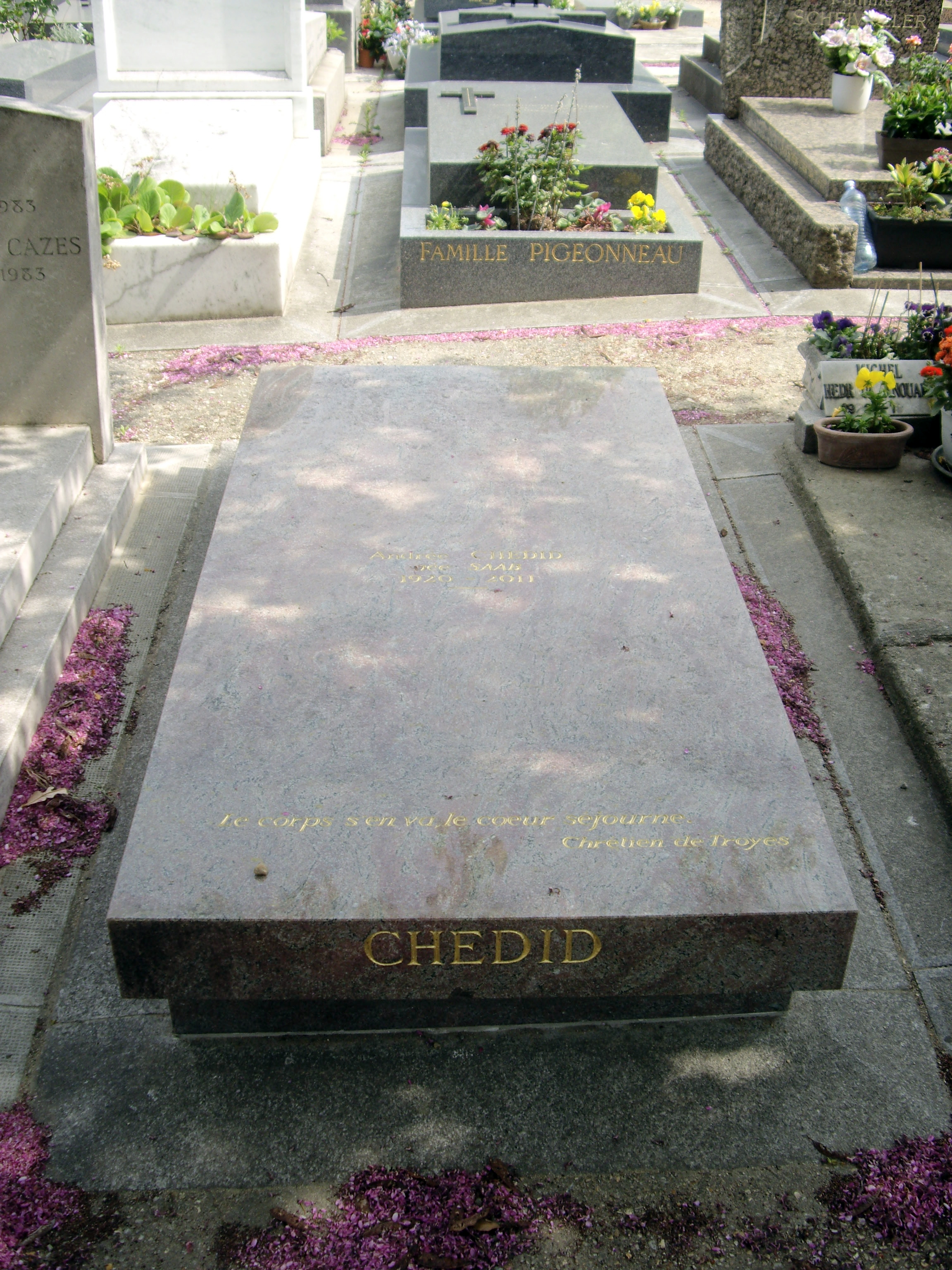
Могила Андре Шедид на кладбище Монпарнас

Скончалась от болезни Альцгеймера. Похоронена на кладбище Монпарнас.
Сыновья — певец Луи Шедид и художник Мишель Шедид-Кольц, внуки: Матье Шедид, Анна Шедид и Жозеф Шедид.

## Избранные произведения
- Textes pour une figure, стихи. Paris: Éditions du Pré aux clercs, 1948
- Le Sommeil délivré, стихи. Paris: Flammarion, 1952
- Le Sixième jour, роман (1960, экранизирован в 1986 Юсефом Шахином)
- L’Autre, роман. Paris: Flammarion, 1969 (экранизирован в 1990)
- La Cité fertile, роман. Paris: Flammarion, 1972
- Cérémonial de la violence. Paris: Flammarion, 1976
- Cavernes et soleils, стихи. Paris: Flammarion, 1979
- Théâtre I (Bérénice d’Egypte, Les Nombres, Le Montreur), пьесы (1981)
- La Maison Sans Racine. Paris: Flammarion, 1985
- L’Enfant multiple. Paris: Flammarion, 1989 (англ. пер. 1995)
- À la mort, à la vie, новеллы. Paris: Flammarion, 1992
- Par-delà les mots, стихи. Paris: Flammarion, 1995
- Le Grand Boulevard. Paris: Flammarion, 1996
- Le Dernier candidat. Paris: Éditions théâtrales Art et comédie, 1998
- Territoires du souffle, стихи. Paris: Flammarion, 1999
- Le Message. Paris: Éditions Flammarion, 2000
- Rythmes, стихи. Paris: Gallimard, 2002
- L’étoffe de l’univers, стихи. Paris: Flammarion, 2010
- Les quatre morts de Jean de Dieu, роман. Paris: Flammarion, 2010

## Признание и награды
Премия Луизы Лабе (1966). Поэтическая премия Золотой орёл (1972). Большая литературная премия по франкоязычной литературе Королевской академии Бельгии, премия Средиземноморской Африки (обе — 1975). Премия Малларме (1976). Гонкуровская премия за новеллистику (1979), Большая литературная премия Поля Морана (1994), премия Альбера Камю (1996), Гонкуровская премия за поэзию (2002) и др. премии. Почётный доктор Американского университета в Каире (1988). Великий офицер Ордена Почётного легиона (2009).
Бывший президент Франции Николя Саркози назвал Андре Шедид частью «поколения космополитических интеллектуалов, которые выбрали Францию в качестве своего нового дома после войны, помогая стране в литературном возрождении».
В 2012 году именем Андре Шедид была названа публичная библиотека в Париже. 